# Cupa Perului
Cupa Perului denumită oficial Copa Inca este o competiție fotbalistică eliminatorie de cupă din Peru. Ea a înlocuit Torneo Intermedio în 2012.

## Câștigători
| Sezon | Câștigător (trofee) | Finalist     | Semifinaliști                   |
| ----- | ------------------- | ------------ | ------------------------------- |
| 2011  | José Gálvez (1)     | Sport Ancash | Sport Huancayo Sporting Cristal |

## Titluri după club
| Club        | Trofee | Anii trofeelor |
| ----------- | ------ | -------------- |
| José Gálvez | 1      | 2011           |